# Магони, Паолетта
Паолетта (Паола) Магони-Сфорца (итал. Paoletta Magoni-Sforza, род. 14 сентября 1964 года в Сельвино, Италия) — итальянская горнолыжница, олимпийская чемпионка 1984 года в слаломе (первая в истории итальянка, выигравшая олимпийское золото в горнолыжном спорте) и бронзовый призёр чемпионата мира 1985 года в слаломе, многократная чемпионка Италии. Победительница одного этапа Кубка мира. Завершила карьеру в 1988 году в возрасте 23 лет.

## Чемпионаты Италии
Паолетта Магони-Сфорца получила 11 медалей на чемпионатах Италии:
- 5 золотых (Чемпионат Италии по горнолыжному спорту (1980); слалом (1984, 1985, 1987, 1988)
- 2 серебряных (слалом (1982); гигантский слалом (1988)
- 4 бронзовых (Скоростной спуск (1980, 1982); слалом (1983)

## Награды
- Командор ордена «За заслуги перед Итальянской Республикой» — Рим, 25 июня 2014 года. Инициатива Президента Республики[3].
- Золотой воротничок за спортивные заслуги[итал.][4] — 15 декабря 2015 года.